# Szajol (stacja kolejowa)
Szajol (węg. Szajol vasútállomás) – stacja kolejowa w Szajol, w komitacie Jász-Nagykun-Szolnok, na Węgrzech. 
Ważny węzeł kolejowy. Stacja obsługuje pociągi wszystkich kategorii. 

## Linie kolejowe
- Linia 100 Budapest – Cegléd – Szolnok – Debrecen – Nyíregyháza
- Linia 120 Budapest – Újszász – Szolnok – Lőkösháza
- Linia 130 Szolnok – Hódmezővásárhely – Makó